# Kościół Niepokalanego Serca Najświętszej Maryi Panny w Domecku
Kościół Niepokalanego Serca Najświętszej Maryi Panny – rzymskokatolicki kościół parafialny w Domecku. Świątynia należy do parafii Niepokalanego Serca Najświętszej Maryi Panny w Domecku w dekanacie Prószków, diecezji opolskiej.  

## Historia kościoła
W latach 50. XX wieku Domecko należało do parafii Matki Boskiej Szkaplerznej w Chrząszczycach. Z inicjatywy proboszcza tamtejszej parafii, księdza Jana Skorupy, została rozpoczęta budowa kościoła w Domecku. 1 października 1957 roku wmurowano kamień węgielny, zaś w 1961 zakończono budowę. 17 września 1961 roku świątynię konsekrował biskup Franciszek Jop. Administratorem został mianowany ks. Wilhelm Skorupa, dotychczasowy wikariusz parafii w Chrząszczycach. Dekretem z dnia 7 października 1980 roku biskup Alfons Nossol erygował nową parafię, jej proboszczem mianując dotychczasowego administratora.

## Organy
Organy wybudował Władysław Kaczmarek w 1962 roku jako opus 48.
Dyspozycja instrumentu:
| Manuał I           | Manuał II           | Pedał         |
| ------------------ | ------------------- | ------------- |
| 1. Pryncypał 8’    | 1. Gamba 8’         | 1. Subbas 16’ |
| 2. Koncertflet 8’  | 2. Gedakt 8’        | 2. Cello 8’   |
| 3. Oktawa 4’       | 3. Pryn.-skrzyp. 4’ |               |
| 4. Nasard 2 2/3’   | 4. Nocny róg 4’     |               |
| 5. Mikstura 2–3ch. | 5. Flet leśny 2’    |               |